# Ландман

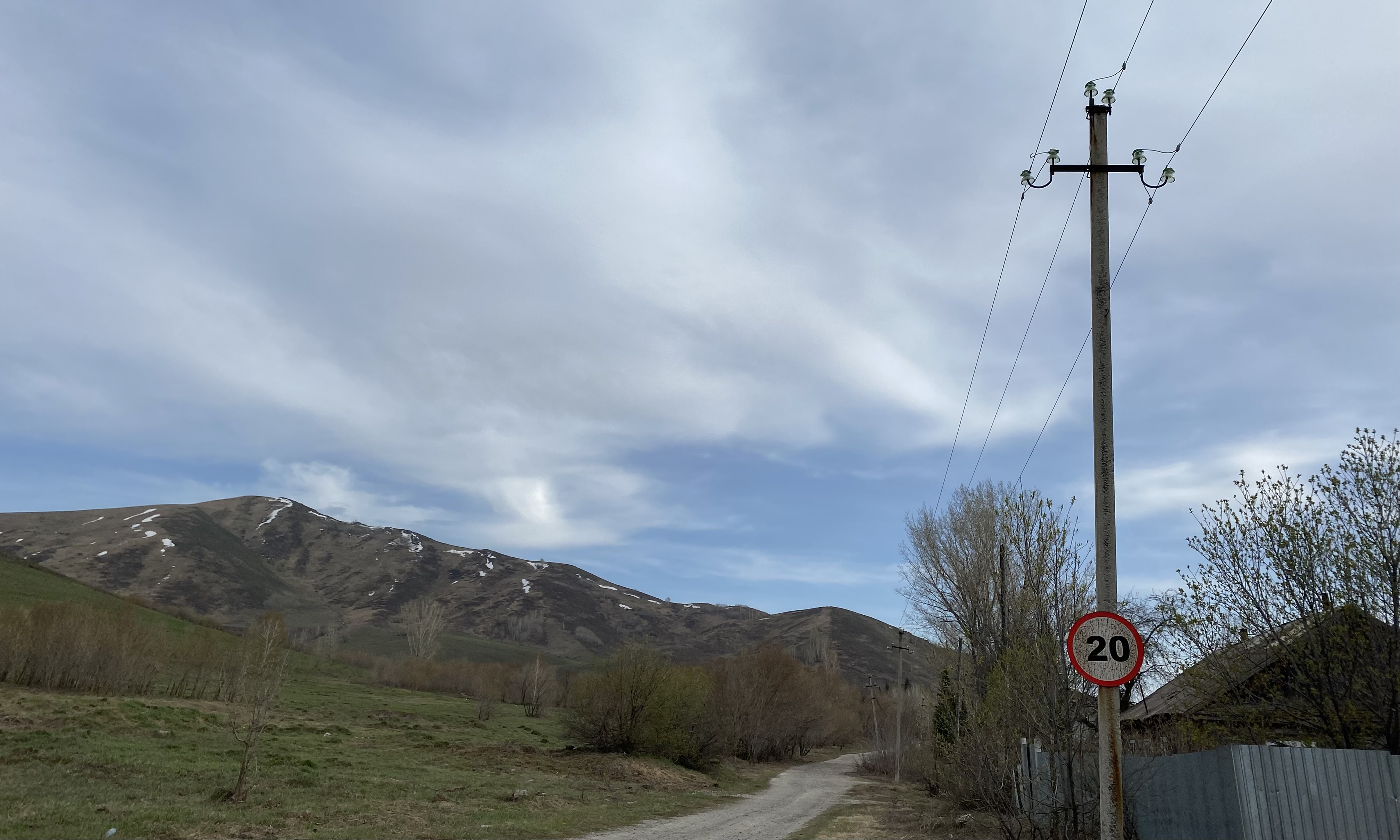
Вигляд на в'їзд до Ландману, 2024

Ла́ндман (нім. Landmann) — село в Алтайському районі Східно-Казахстанської області Казахстану. Входить до складу Малєєвського сільського округу. Розташований на правому березі річки Березівка біля північно-східної околиці районного центру міста Алтай. Код КАТО — 634833300[1].
Населення — 35 осіб (2021; 51 у 2009, 81 у 1999, 87 у 1989).

## Історія
Село було населене німцями між 1895 і 1916 роками, їх чисельність становила 17 осіб. Відомості про село та його мешканців містяться в різних джерелах даних, включаючи КПСУ ДП РК, ГА ВКО, БД "Жертви політичного терору в СРСР", Центр "Повернені імена" в Нижньому Тагілі та Книгу пам'яті радянських німців-в'язнів Тагіллага.
Сільське господарство та агропромисловий сектор
Одним з ключових напрямків розвитку економіки Ландмана є сільське господарство. Завдяки своєму клімату та родючій землі, село з давніх-давен славиться своїми врожаями овочів і фруктів. Історичні дані свідчать про наявність випробувальних майданчиків (селекційних підприємств), де проводилися експерименти з посадкою овочів і фруктів, що сприяло поліпшенню сільськогосподарських методів і підвищенню врожайності.
Протягом багатьох років основним видом сільського господарства в Ландмані було сільське господарство. На великих полях села вирощували зернові культури. У селі також переважали теплиці, в яких вирощували овочі та фрукти, такі як (огірки, кавуни).
Клуб та інші заклади в селі
У селі був клуб, який відігравав важливу роль у спілкуванні з жителями. За часів СРСР Клуб був активним центром, де проводилися зустрічі.
У селі також був продуктовий магазин, який забезпечував місцевих жителів усім необхідним. Цей магазин був важливою торговою точкою, де жителі села могли придбати продукти харчування та предмети першої необхідності.
Крім того, в селі був медичний пункт, який забезпечував медичну допомогу жителям. Однак після розпаду радгоспу в 90-х роках ці установи перестали функціонувати.
У Ландмані також функціонувала "Ландманська школа", де навчання проводилося по чотирьох класах. Жителі села в основному працювали в Березівському радгоспі, у відділенні №2.
Крім того, в поселенні був сад, який вирощували (яблука, вишню тощо). 
 Автобусна зупинка 
Одним з елементів історії села була діюча автобусна зупинка, де раніше проходив рейсовий міський автобус, який забезпечував зв'язок з містом та найближчими населеними пунктами. 
Однак з плином часу, з розвитком транспортної інфраструктури та зміною попиту на послуги громадського транспорту, автобусна зупинка припинилася. 
Село до 2013 року було частиною скасованого Березовського сільського округу.
2020-2021р.
У селі побудована (БМС), блокова модульна станція для подачі питної води.

## Околиці

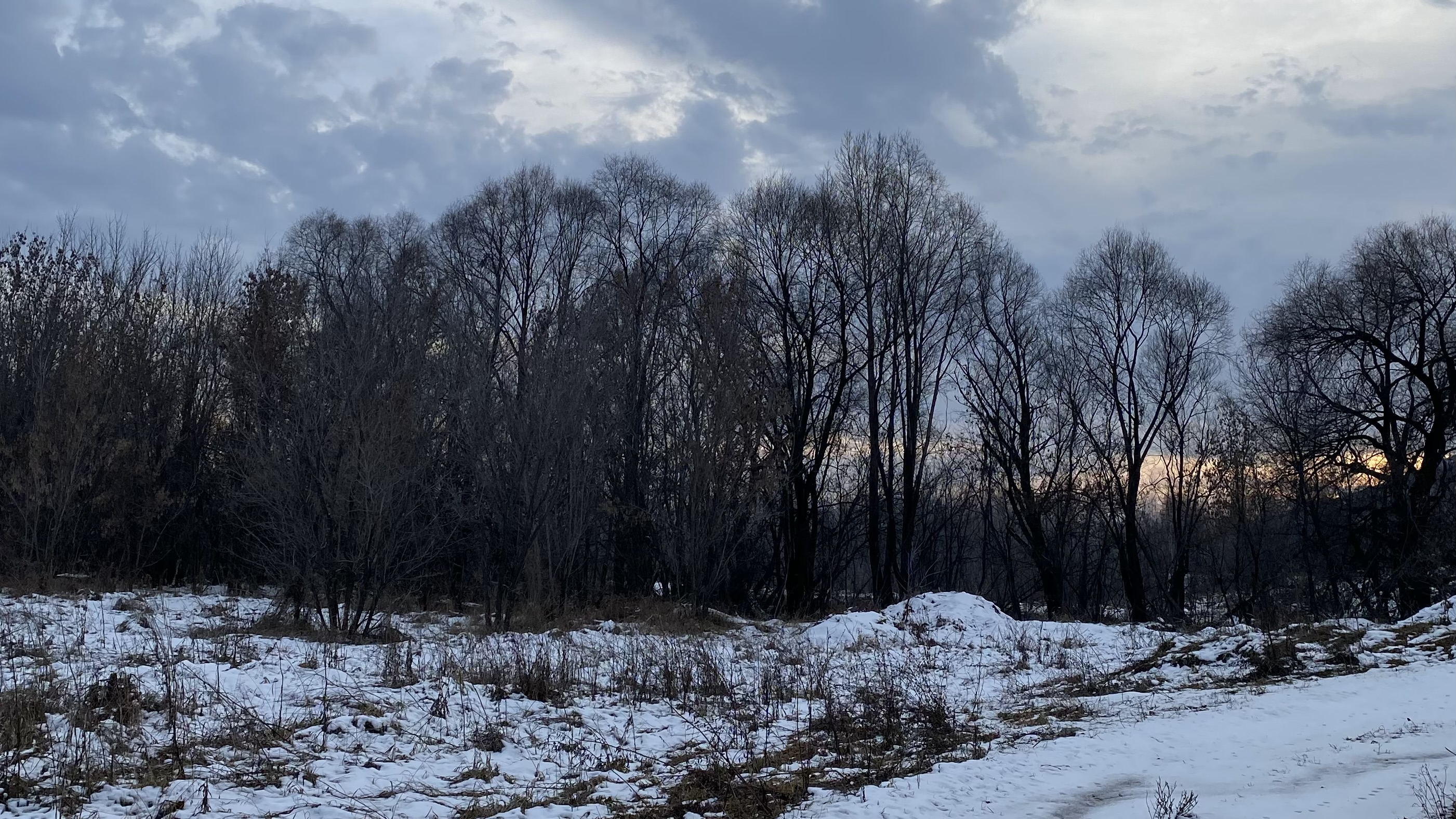
Вид на зимовий ліс, Ландман, 2023 рік.

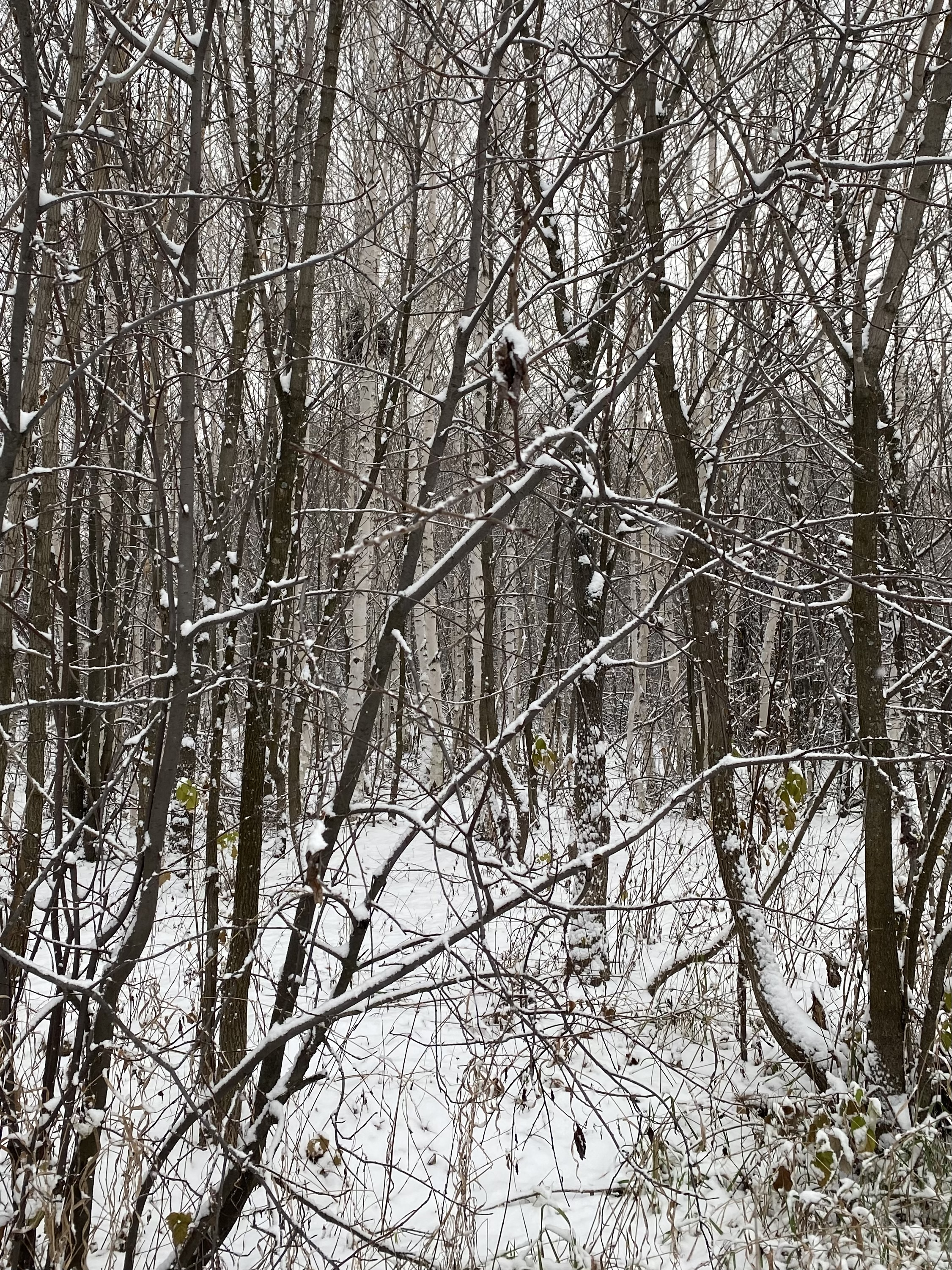
Зимовий ліс, Ландман, 2023 рік.

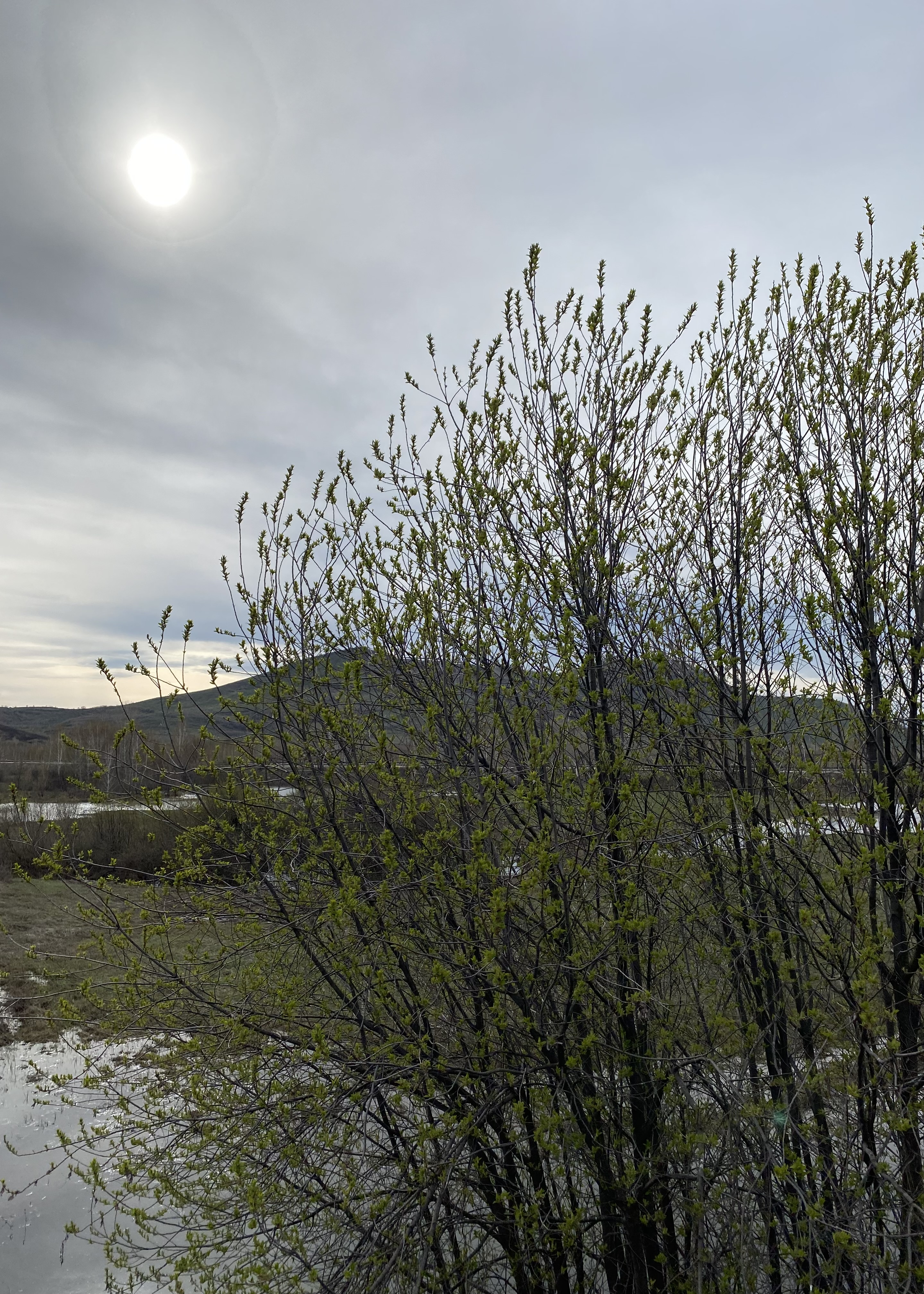
Ландман, 29 квітня 2024 року.

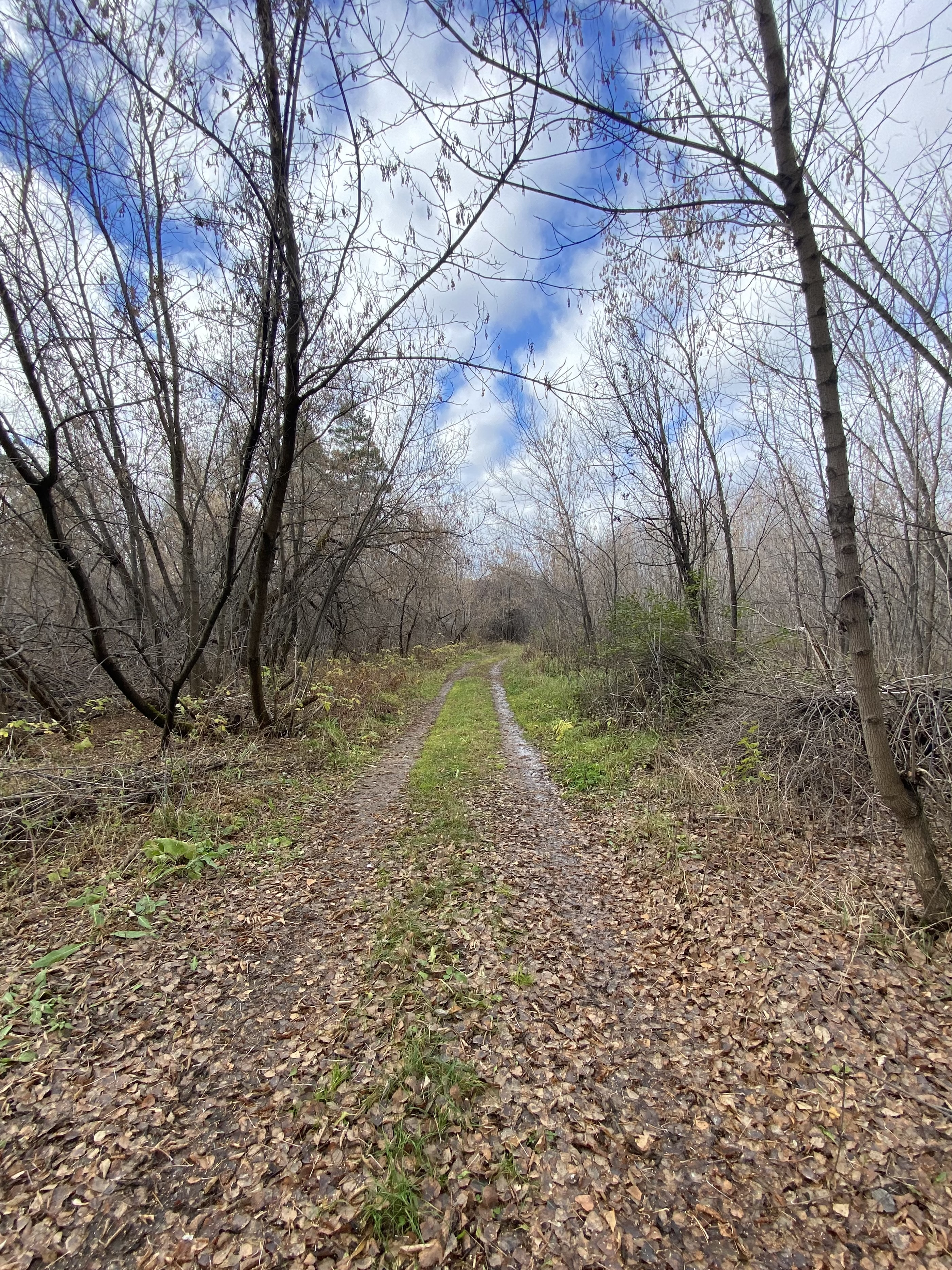
Осінній ліс, Ландман, 2023 рік.

### Гора Ревнюха
Назва "Ревнюха" отримала свою назву завдяки особливостям рослинності, яка переважає на її схилах. З часом на горі почало багато рости рослина, відома як ревень. Мешканці села збирали ревень з гори Ревнюха.

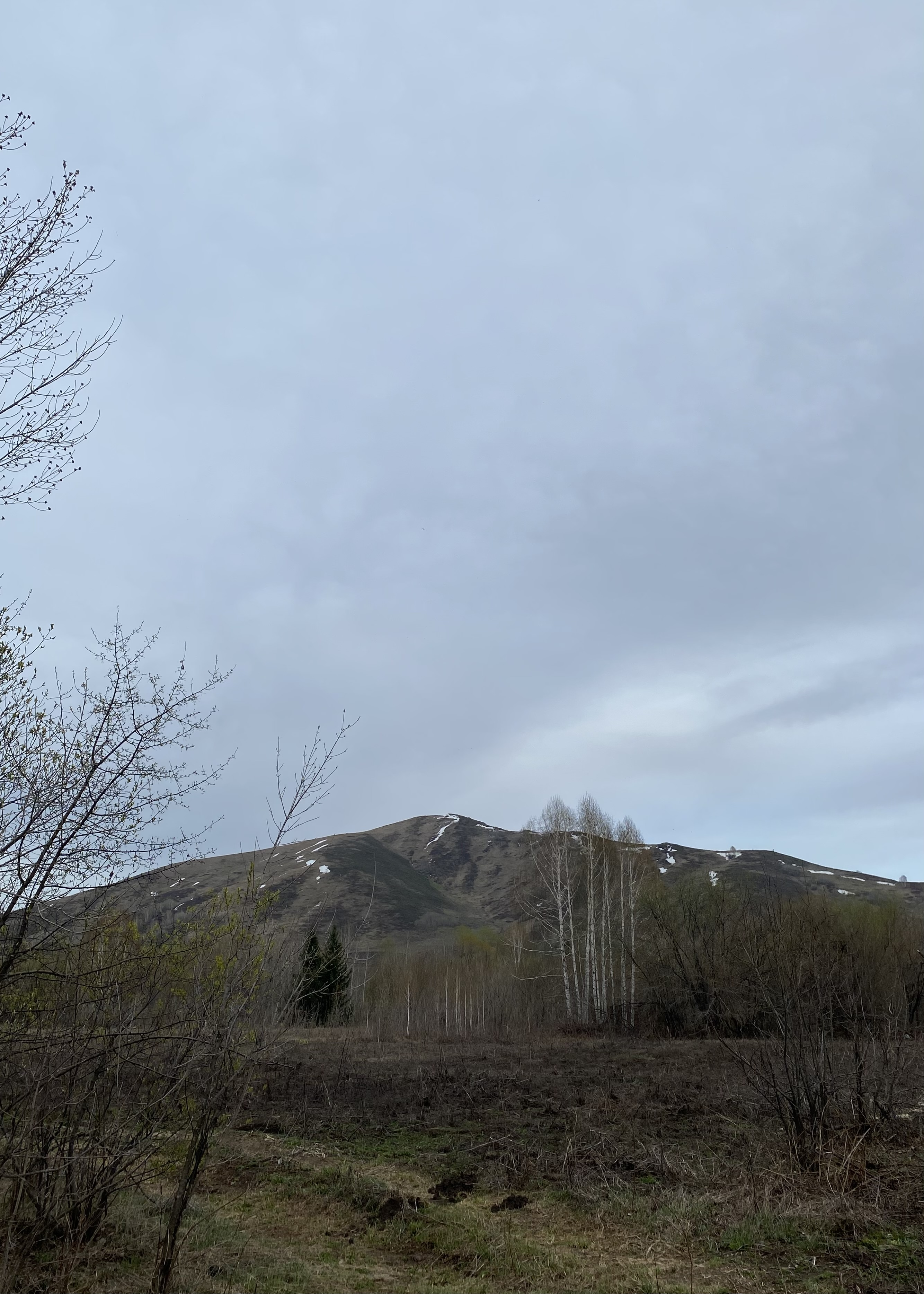
Вид на гору "Ревнюха", Ландман, 2024 рік.